# Curtis O. B. Curtis-Smith
Curtis Otto Bismarck Curtis-Smith (* 1941 in Walla Walla, Washington; † 10. Oktober 2014 in Kalamazoo, Michigan) war ein US-amerikanischer Komponist.

## Leben
Curtis-Smith studierte am Whitman College bei David Burge, der Northwestern University bei Alan Stout, der University of Illinois bei Ken Gaburo sowie in Tanglewood bei Bruno Maderna. Von 1968 bis zu seinem Ruhestand in 2011 lehrte er an der School of Music der Western Michigan University und hatte dort eine Professur für Klavier und Komposition inne. 1979 wurde er dort als bislang jüngstes Fakultätsmitglied mit der höchsten akademischen Ehrung, dem WMU's Distinguished Faculty Scholar Award, ausgezeichnet. Zu seinen zahlreichen weiteren Auszeichnungen zählen eine Guggenheim Fellowship, der Koussevitzky Prize und der Prix du Salabert. 
Ein Schwerpunkt des kompositorischen Schaffens von Curtis-Smith galt dem Klavier. Dabei setzte er, aufbauend etwa auf John Cage, auch Techniken des Prepared piano ein. Interpreten wie der Pianist Leon Fleisher oder die Dirigenten Neeme Järvi und Dennis Russell Davies übernahmen Werke von Curtis-Smith in ihr Repertoire.
Curtis-Smith verstarb am 10. Oktober 2014.